# Franklin County (Alabama)
Franklin County ist ein County im Bundesstaat Alabama der Vereinigten Staaten. Im Jahr 2000 hatte das County 31.223 Einwohner und eine Bevölkerungsdichte von 19 Einwohnern pro Quadratkilometer. Der Verwaltungssitz (County Seat) ist Russellville. Das County gehört zu den Dry Countys, was bedeutet, dass der Verkauf von Alkohol eingeschränkt oder verboten ist.

## Geographie
Das County liegt im Nordwesten von Alabama, grenzt im Westen an Mississippi und hat eine Fläche von 1674 Quadratkilometern, wovon 28 Quadratkilometer Wasserflächen sind. Es grenzt im Uhrzeigersinn an folgende Countys: Colbert County, Lawrence County, Winston County und Marion County.

## Geschichte
Vor Ankunft der weißen Siedler lebten im Gebiet des heutigen County die Völker der Chickasaw, Cherokee und Muskogee. Im Jahr 1806 versteckte sich der ehemalige Vizepräsident der Vereinigten Staaten, Aaron Burr, für einige Zeit im Dismals Canyon im heutigen Phil Campbell, als er von den Bundesbehörden wegen Hochverrat gesucht wurde. Ab 1820 führte eine Militärstraße, die Nashville mit New Orleans verband, durch das County.
Franklin County wurde am 6. Februar 1818 auf Beschluss der State Legislature gebildet, wobei die Gründung zum 1. Juni gleichen Jahres wirksam wurde. Benannt wurde es nach dem Erfinder, Schriftsteller und Politiker Benjamin Franklin. Franklin war einer der Gründerväter der Vereinigten Staaten, handelte mit anderen den Frieden von Paris und war als Delegierter auf der Philadelphia Convention wesentlich an der Konzeption der Verfassung Amerikas beteiligt.
Die erste Bezirkshauptstadt war Russellville, benannt nach William Russel, einem frühen Siedler und Chef-Scout von General Andrew Jackson während des Creek-Kriegs von 1813 bis 1814. Im Jahr 1849 wurde Frankfort wegen seiner zentralen Lage zwischen den konkurrierenden Städten Tuscumbia und Russellville zur Bezirkshauptstadt gewählt. Nachdem sich das Colbert County mit Tuscumbia vom Franklin County getrennt hatte, wurde 1867 Belgreen neuer County Seat. Als dort 1890 das Courthouse bis auf die Grundmauern niederbrannte, wurde 1891 Russellville wieder zum Verwaltungssitz des County bestimmt.
Ab 1840 wurde das County führend bei der Eisenverarbeitung in Alabama und war ein wichtiger Zulieferer im Mexikanisch-Amerikanischen Krieg und für die Konföderierte Armee im Sezessionskrieg. Im Juli 1864 zerstörten Streitkräfte der Union unter General Lovell Harrison Rousseau den Hochofen der Cedar Creek Iron Works.

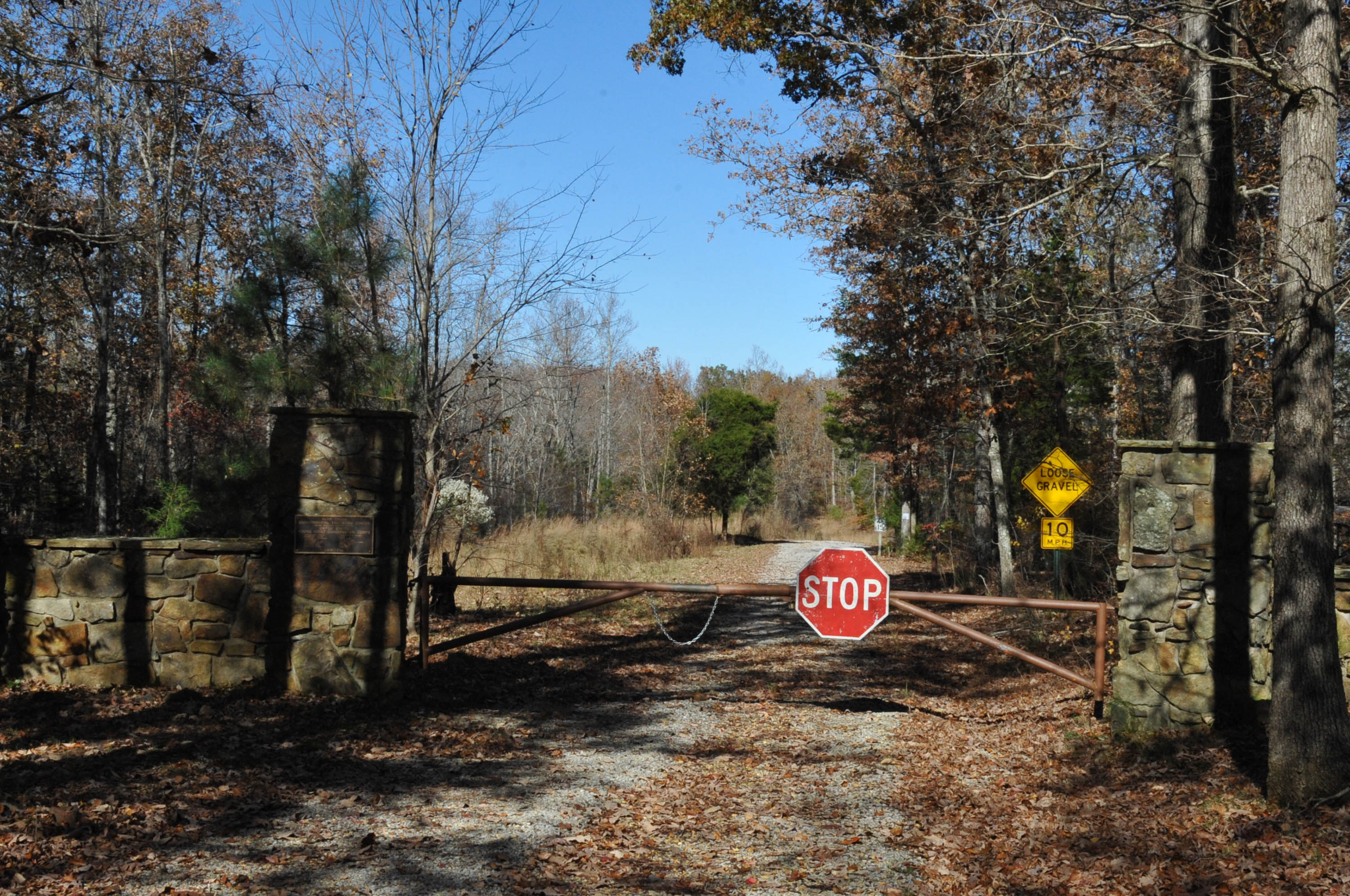
Zufahrt zur Overton Farm (2013)

Drei Bauwerke und Stätten im County sind im National Register of Historic Places (NRHP) eingetragen (Stand 2. April 2020), die Alabama Iron Works, die Overton Farm und der Russellville Commercial Historic District.

## Demographische Daten

Alterspyramide des Franklin County

Nach der Volkszählung im Jahr 2000 lebten im Franklin County 31.223 Menschen. Davon wohnten 402 Personen in Sammelunterkünften, die anderen Einwohner lebten in 12.259 Haushalten und 8.949 Familien. Die Bevölkerungsdichte betrug 19 Einwohner pro Quadratkilometer. Ethnisch betrachtet setzte sich die Bevölkerung zusammen aus 89,68 Prozent Weißen, 4,21 Prozent Afroamerikanern, 0,33 Prozent amerikanischen Ureinwohnern, 0,11 Prozent Asiaten, 0,10 Prozent Bewohnern aus dem pazifischen Inselraum und 4,62 Prozent aus anderen ethnischen Gruppen; 0,96 Prozent stammten von zwei oder mehr Ethnien. 7,42 Prozent der Bevölkerung waren spanischer oder lateinamerikanischer Abstammung.
Von den 12.259 Haushalten hatten 32,5 Prozent Kinder und Jugendliche unter 18 Jahren, die bei ihnen lebten. In 59,2 Prozent lebten verheiratete, zusammen lebende Paare, 10,4 Prozent waren allein erziehende Mütter, 27,0 Prozent waren keine Familien, 24,5 Prozent aller Haushalte waren Singlehaushalte und in 12,1 Prozent lebten Menschen im Alter von 65 Jahren oder darüber. Die Durchschnittshaushaltsgröße betrug 2,51 und die durchschnittliche Familiengröße betrug 2,97 Personen.
24,5 Prozent der Bevölkerung waren unter 18 Jahre alt, 9,2 Prozent zwischen 18 und 24, 28,0 Prozent zwischen 25 und 44, 23,4 Prozent zwischen 45 und 64 und 14,9 Prozent waren 65 Jahre oder älter. Das Durchschnittsalter betrug 37 Jahre. Auf 100 weibliche Personen kamen 96,4 männliche Personen und auf Frauen im Alter von 18 Jahren und darüber kamen 92,8 Männer.
Das jährliche Durchschnittseinkommen eines Haushalts betrug 27.177 USD, das Durchschnittseinkommen einer Familie 34.274 USD. Männer hatten ein Durchschnittseinkommen von 27.497 USD, Frauen 18.631 USD. Das Prokopfeinkommen betrug 14.814 USD. 15,2 Prozent der Familien und 18,9 Prozent der Einwohner lebten unterhalb der Armutsgrenze.

## Orte im Franklin County
- Atwood
- Belgreen
- Burntout
- Carroll Crossroads
- Dempsey
- Duketon
- Fairview
- Frankfort
- Good Springs
- Gravel Hill
- Guinn Cross Roads
- Halltown
- Hester Heights
- Hodges
- Isbell
- Jonesboro
- Jordans Mill
- Liberty Hill
- Mountain Star
- Newburg
- Nix
- Nix Mill
- Oak Grove
- Old Burleson
- Old Nauvoo
- Phil Campbell
- Piney Bend
- Pleasant Grove
- Pleasant Ridge
- Pleasant Site
- Pogo
- Posey Mill
- Red Bay
- Reedtown
- Rockwood
- Russellville
- Saints Crossroads
- Seven Pines
- Shady Grove
- Spruce Pine
- Tharptown
- Vina
- Waco
- White Oak
- Woodlawn Heights